# 남양주 흥국사 영산전
남양주 흥국사 영산전(南楊州 興國寺 靈山殿)은 대한민국 경기도 남양주시 별내동 흥국사에 있는 영산전이다. 2014년 5월 9일 경기도의 유형문화재 제289호로 지정되었다.

## 개요
대웅보전의 서쪽에 위치한 영산전은 석가모니의 설법장인 영산회상에서 유래한 전각으로 대웅보전과 더불어 조선 후기의 장식적 경향을 잘 보여주고 있다.
건물 내부는 우물마루로 구성하고 정면을 제외한 삼면에 불단을 설치하였다. 중앙불단의 상부천장은 대웅보전에서 사용된 것과 같은 형식의 닫집으로 장엄을 베풀고 나머지 불단의 상부에도 보개를 둘렀다. 천장의 어칸부는 소란을 댄 우물천장으로 마감하고, 나머지는 빗반자로 마감하였다.
영산전 주련에서 흥선대원군의 글씨를 감상할 수 있고, 추녀마루에는 잡상과 용두가 배열되어 있다.

## 참고 문헌
- 남양주 흥국사 영산전 - 국가유산청 국가유산포털